# Jezioro Szarlejskie
Jezioro Szarlejskie – jezioro w Polsce, położone w województwie kujawsko-pomorskim, w powiecie inowrocławskim, w gminie Inowrocław, na pograniczu dwóch mezoregionów: Równiny Inowrocławskiej i Pojezierza Żnińsko-Mogileńskiego.

## Dane morfometryczne
Powierzchnia zwierciadła wody wynosi 66,9 ha.
Zwierciadło wody położone jest na wysokości 77,1 m n.p.m. Średnia głębokość jeziora wynosi 2,1 m, natomiast głębokość maksymalna 4,3 m.
Na podstawie badań przeprowadzonych w 2001 roku wody jeziora zaliczono do poza klasą klasy czystości i oznaczono jako poza kategorią podatności na degradację.
W roku 1970 wody jeziora również zaliczono do III klasy czystości.

## Hydronimia
Według urzędowego spisu opracowanego przez Komisję Nazw Miejscowości i Obiektów Fizjograficznych (KNMiOF) nazwa tego jeziora to Jezioro Szarlejskie. W różnych publikacjach i na mapach topograficznych jezioro to występuje pod nazwą Szarlej.